# Inielika
L'Inielika és un volcà que es troba al centre de l'illa de Flores, Indonèsia, al nord de la ciutat de Bajawa. El cim s'alça fins als 1.559 msnm. Sols es coneixen dues erupcions. La primera va tenir lloc el novembre de 1905 i consistí en una erupció freàtica d'índex d'explosibilitat volcànica 2 que va donar lloc al naixement d'un nou cràter. La segona erupció es va produir entre el gener i març del 2001.